# Plan Nacional de Búsqueda, Verdad y Justicia
El Plan Nacional de Búsqueda, Verdad y Justicia es una política pública chilena orientada a esclarecer las circunstancias de desaparición y/o muerte y el destino final de las víctimas de desaparición forzada durante la Dictadura militar. 

## Objetivos del Plan de Búsqueda
El Estado de Chile asumirá, como primera tarea, integrar todos los antecedentes de los desaparecidos, reunida hasta ahora por distintas comisiones especiales de verdad (como las comisiones (Valech y Rettig), los tribunales de justicia, familiares de las víctimas y los gobiernos anteriores. Se prevé que para 2024, serán destinados unos 14 mil millones de pesos para modernizar y fortalecer el Servicio Médico Legal, organismo encargado de las pericias en casos relacionados con violaciones a los derechos humanos.
El Plan tiene tres objetivos, de los que se desprenden 8 metas, 23 acciones y 46 actividades específicas:
1. Esclarecer las circunstancias de desaparición y/o muerte de las personas víctimas de desaparición forzada y su paradero;
2. Garantizar el acceso a la información y participación de las y los familiares y la sociedad respecto de los procesos de búsqueda de víctimas de desaparición forzada; e
3. Implementar medidas de reparación y garantías de no repetición de la comisión del crimen de desaparición forzada.

El Plan está encabezado por el Ministerio de Justicia y Derechos Humanos, a través del Programa de Derechos Humanos, y fue preparado durante un año, tiempo en el que contó con la validación y aporte de diversas agrupaciones de familiares de víctimas, sitios de memoria, representantes de la academia, centros de estudios, organizaciones de la sociedad civil y otros actores relevantes.
El proceso participativo del Plan implicó la realización de 67 encuentros en todo el país, que contaron con la participación de 775 personas, y 5 seminarios con cerca de 4 mil participantes presenciales y/o virtuales.
El decreto, que transformó el Plan en una política pública permanente, fue firmado por el presidente Gabriel Boric en una ceremonia realizada en la Plaza de la Constitución el 30 de agosto de 2023, Día Internacional del Detenido Desaparecido y días antes de la conmemoración de los 50 años del golpe de Estado de 1973.

## Reacciones
Desde su anuncio, diversas organizaciones de la sociedad civil relacionadas con derechos humanos se han pronunciado al respecto, entre ellas, Amnistía Internacional Chile:

“La búsqueda de las personas detenidas desaparecidas no es solo una cuestión de justicia, sino también de humanidad. Dar con su paradero, identificarlas y entregar sus cuerpos no solo aliviará a sus familias, sino que también ayudará a sanar la profunda herida que evidencia la sociedad chilena. Para lograr esto es imprescindible que quienes persistentemente no han entregado toda la información sobre los hechos lo hagan de una buena vez.  Esto y otras medidas anunciadas recientemente por el Gobierno son fundamentales para que el Plan Nacional de Búsqueda cumpla su cometido”,
Rodrigo Bustos, director ejecutivo de Amnistía Internacional Chile